# Elías Querejeta Gárate
Elías Querejeta Gárate (Hernani, Guipúscoa, 27 d'octubre de 1934 - Madrid, 9 de juny de 2013) fou un productor, guionista i director de cinema basc, pare de l'actriu i directora Gracia Querejeta i membre d'honor de l'Acadèmia de les Arts i les Ciències Cinematogràfiques d'Espanya.

## Biografia
En la seva joventut va estudiar Química i es va llicenciar en Dret, i també va ser jugador de futbol professional a la Reial Societat de 1953 a 1959; però en arribar a Madrid el 1960 va decidir dedicar-se al cinema. L'any 1963 va crear la seva productora, Querejeta PC, i va passar a dedicar-se quasi exclusivament a la producció, arribant a produir més de 50 pel·lícules, la major de les quals van contribuir a reformar el cinema espanyol en les seves formes i temes de finals del franquisme i la transició.
Va treballar fins a la seva mort, col·laborant en les carreres de cineastes com Carlos Saura (La caza, Cría cuervos), Montxo Armendáriz (Tasio, Historias del Kronen), Víctor Erice (El espíritu de la colmena, El sur) o Manuel Gutiérrez Aragón (Feroz), i apostant per nous talents, com van ser Fernando León de Aranoa (Familia, Los lunes al sol) o Gracia Querejeta (El último viaje de Robert Rylands), la seva filla.
L'any 2006 es va estrenar El productor, un documental de Fernando Méndez-Leite sobre Elías Querejeta.

## Filmografia
| Any  | Pel·lícula                                | Com       | Com       | Com      | Notes                   |
| Any  | Pel·lícula                                | Productor | Guionista | Director | Notes                   |
| ---- | ----------------------------------------- | --------- | --------- | -------- | ----------------------- |
| 1960 | A través de San Sebastián                 |           | Sí        | Sí       | curtmetratge documental |
| 1962 | A través del fútbol                       |           | Sí        | Sí       | curtmetratge documental |
| 1962 | Noche de verano                           | Sí        |           |          |                         |
| 1963 | Los inocentes                             |           | Sí        |          |                         |
| 1966 | La caza                                   | Sí        |           |          | Último encuentro        |
| 1967 | Último encuentro                          | Sí        | Sí        |          |                         |
| 1967 | El próximo otoño                          | Sí        |           |          |                         |
| 1967 | De cuerpo presente                        | Sí        | Sí        |          |                         |
| 1967 | Peppermint Frappé                         | Sí        |           |          |                         |
| 1968 | Si volvemos a vernos                      | Sí        |           |          |                         |
| 1968 | Stress-es tres-tres                       | Sí        |           |          |                         |
| 1969 | La madriguera                             | Sí        |           |          |                         |
| 1969 | Los desafíos                              | Sí        |           |          |                         |
| 1970 | Las secretas intenciones                  | Sí        |           |          |                         |
| 1970 | El jardín de las delicias                 | Sí        |           |          |                         |
| 1972 | Carta de amor de un asesino               | Sí        |           |          |                         |
| 1973 | Ana y los lobos                           | Sí        |           |          |                         |
| 1973 | La banda de Jaider                        | Sí        |           |          |                         |
| 1973 | El espíritu de la colmena                 | Sí        |           |          |                         |
| 1974 | La prima Angélica                         | Sí        |           |          |                         |
| 1976 | El increíble aumento del coste de la vida | Sí        |           |          | curtmetratge            |
| 1976 | Cría cuervos                              | Sí        |           |          |                         |
| 1976 | Pascual Duarte                            | Sí        | Sí        |          |                         |
| 1976 | El desencanto                             | Sí        |           |          | documental              |
| 1977 | Elisa, vida mía                           | Sí        |           |          |                         |
| 1977 | A un dios desconocido                     | Sí        | Sí        |          |                         |
| 1978 | Las palabras de Max                       | Sí        | Sí        |          |                         |
| 1978 | Los ojos vendados                         | Sí        |           |          |                         |
| 1979 | Mamá cumple cien años                     | Sí        |           |          |                         |
| 1980 | Los primeros metros                       | Sí        |           |          |                         |
| 1980 | Dedicatoria                               | Sí        | Sí        |          |                         |
| 1981 | Deprisa, deprisa                          | Sí        |           |          |                         |
| 1982 | Dulces horas                              | Sí        |           |          |                         |
| 1983 | El sur                                    | Sí        |           |          |                         |
| 1984 | Feroz                                     | Sí        | Sí        |          |                         |
| 1984 | Tasio                                     | Sí        |           |          |                         |
| 1986 | 27 horas                                  | Sí        | Sí        |          |                         |
| 1989 | El número marcado                         | Sí        |           |          | curtmetratge            |
| 1990 | Las cartas de Alou                        | Sí        |           |          |                         |
| 1992 | Una estación de paso                      | Sí        | Sí        |          |                         |
| 1993 | El aliento del diablo                     | Sí        |           |          |                         |
| 1995 | Historias del Kronen                      | Sí        |           |          |                         |
| 1995 | La ciudad de los niños perdidos           | Sí        |           |          |                         |
| 1996 | El último viaje de Robert Rylands         | Sí        | Sí        |          |                         |
| 1996 | Familia                                   | Sí        |           |          |                         |
| 1998 | Cuernos de espuma                         | Sí        |           |          |                         |
| 1998 | Barrio                                    | Sí        |           |          |                         |
| 1999 | Cuando vuelvas a mi lado                  | Sí        | Sí        |          |                         |
| 2000 | La espalda del mundo                      | Sí        | Sí        |          | documental              |
| 2001 | Asesinato en febrero                      | Sí        | Sí        |          | documental              |
| 2002 | Los lunes al sol                          | Sí        |           |          |                         |
| 2003 | Condenados al corredor                    | Sí        |           |          | documental              |
| 2004 | Perseguidos                               |           | Sí        |          | documental              |
| 2005 | Invierno en Bagdad                        | Sí        |           |          | documental              |
| 2005 | Avant l'oubli                             | Sí        |           |          |                         |
| 2006 | Noticias de una guerra                    | Sí        | Sí        |          |                         |
| 2006 | Goodbye, America                          | Sí        | Sí        |          | documental              |
| 2007 | Siete mesas de billar francés             | Sí        |           |          |                         |
| 2009 | Cerca de tus ojos                         | Sí        | Sí        | Sí       | documental              |
| 2011 | Al final del túnel                        |           | Sí        |          | documental              |
| 2012 | La conspiración                           |           | Sí        |          | telefilm                |

## Guardons
Algunes de les pel·lícules que ha produït han estat guardonades en els festivals de cinema més prestigiosos, com ara els de Canes, Berlín, Venècia, Sant Sebastià, etc.
D'entre els que li van concedir a ell destaquen els següents:
- 1968: Premi Bucintoro, al certamen de Venècia[9]
- 1987: Premi Nacional de Cinematografia, concedit pel Ministeri de Cultura[10]
- 2000: nominació al Goya al millor guió original per Cuando vuelvas a mi lado, juntament amb Gracia Querejeta i Manuel Gutiérrez Aragón[11]
- 2005: Medalla d'Or al Mèrit en les Belles Arts, atorgada pel Círculo de Bellas Artes de Madrid[12]
- 2009: Premi Maria Honorífica, al Festival de Cinema Fantàstic de Sitges[13]
- 2011: Fotogramas de Plata Especial Homenatge (2011), atorgat per la revista Fotogramas[14]